# Heteropsylla mimosae
Heteropsylla mimosae är en insektsart som beskrevs av Crawford 1914. Heteropsylla mimosae ingår i släktet Heteropsylla och familjen rundbladloppor. Inga underarter finns listade i Catalogue of Life.